# おゆみ野

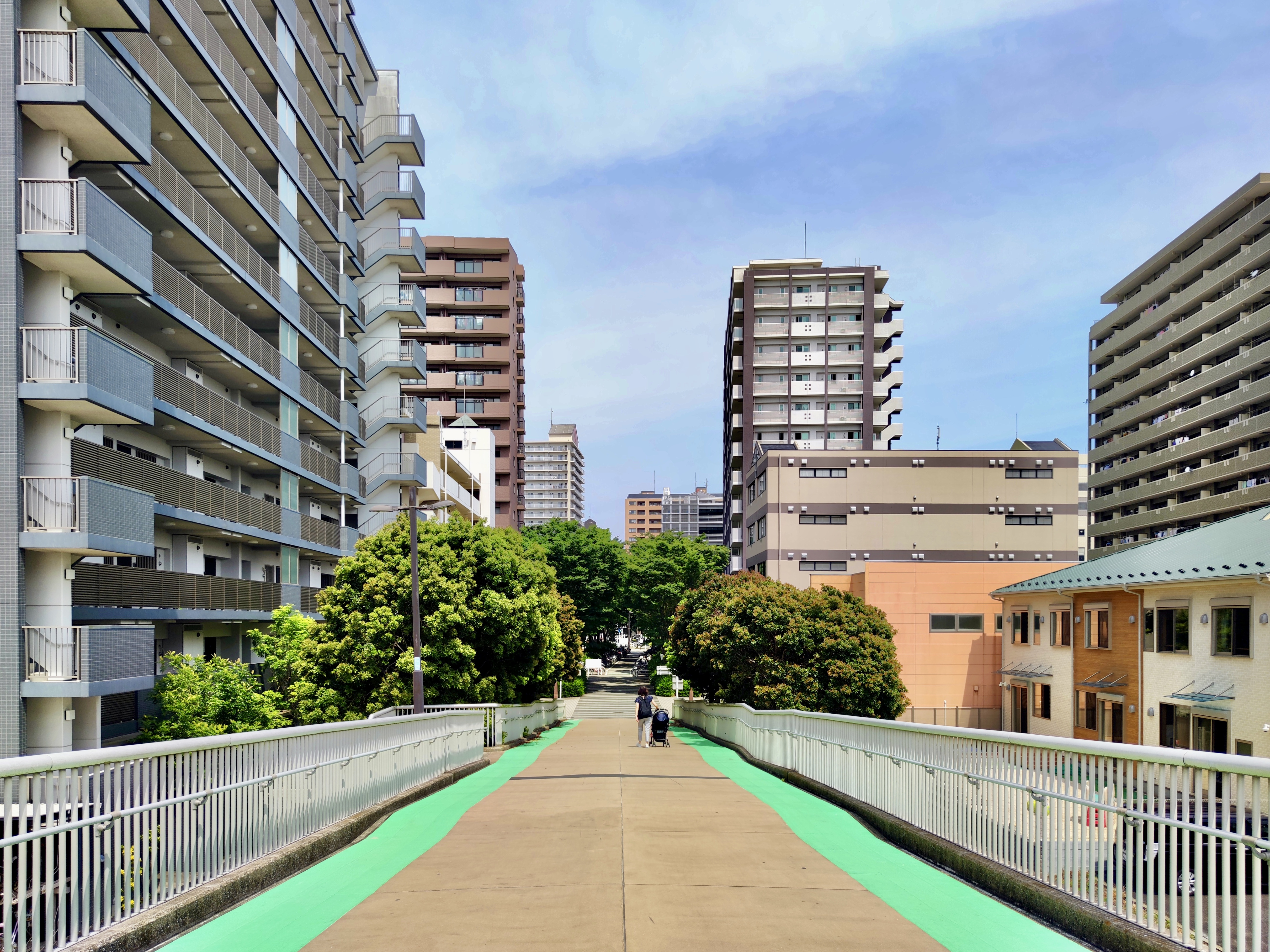
緑区中心部のマンション街

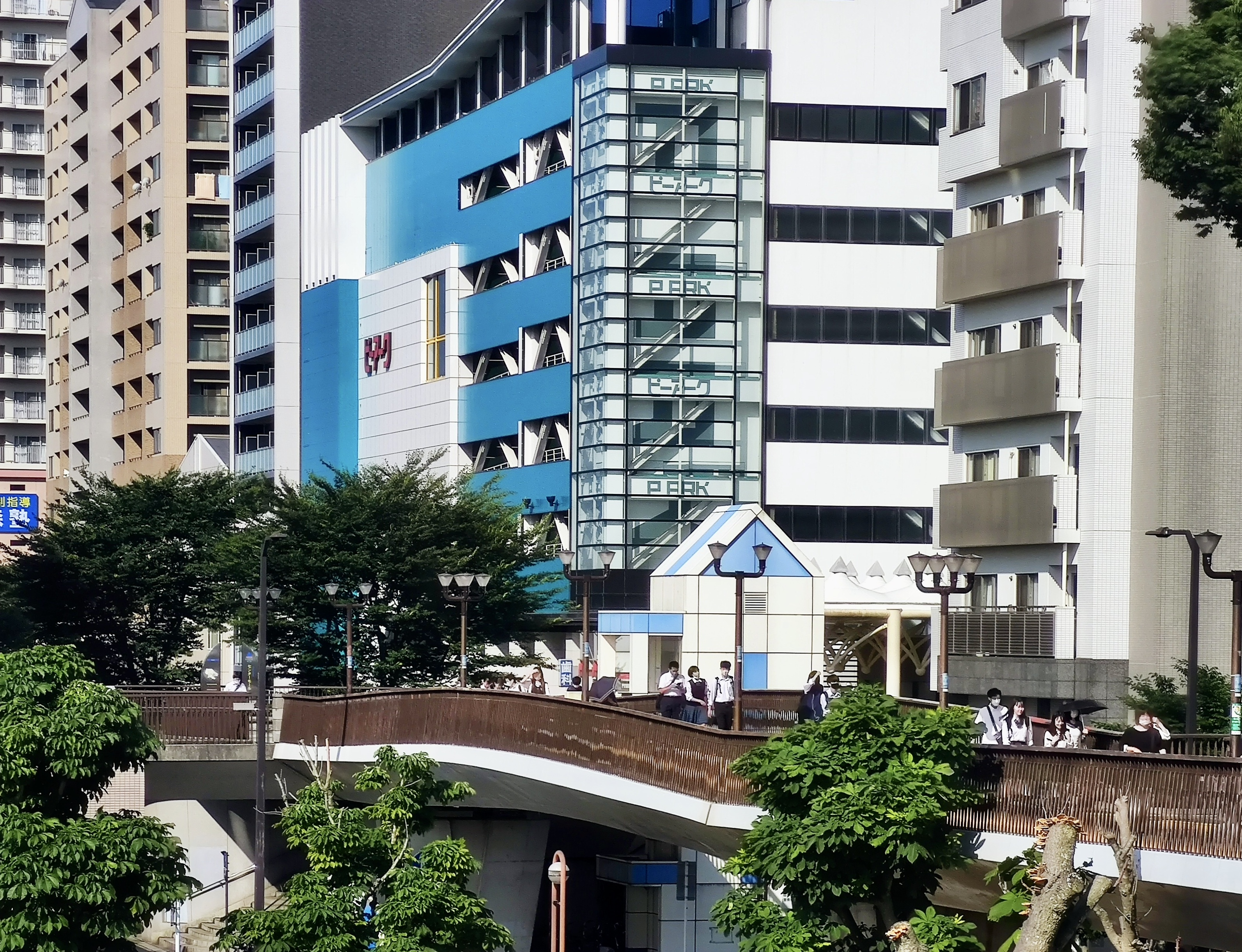
鎌取駅歩行者デッキ

おゆみ野（おゆみの）は、千葉県千葉市緑区に位置するニュータウンである。

## 概要
事業名称は、千葉都市計画事業 千葉東南部土地区画整理事業。
開発は日本住宅公団（現在の都市再生機構）主体で行われた。施工面積は605.0ヘクタール。事業期間は1977年5月11日 - 2006年3月31日（当初の計画では、2005年3月31日までであった）、まちびらきは1984年3月である。
土地区画整理事業が終了したニュータウンとしては千葉県で最大の面積となる。隣接するちはら台と共に開発が行われ、両ニュータウンで統一された都市計画に基づき、まちづくりが行われた。

### 人口計画
| 種別               | 戸数（戸） | 人口（人） |
| ------------------ | ---------- | ---------- |
| 公団計画住宅用地   | 7,030      | 22,700     |
| 公団一般住宅用地   | 2,190      | 7,600      |
| 公団公益的施設用地 | 1,320      | 4,200      |
| 民有地             | 12,180     | 42,600     |
| 計                 | 22,720     | 約80,000   |

### 土地利用計画
| 種別     | 種別       | 種別                 | 面積 (ha) | 割合 (%) |
| -------- | ---------- | -------------------- | --------- | -------- |
| 公共用地 | 道路       | 道路                 | 144.7     | 23.9     |
| 公共用地 | 公園・緑地 | 公園・緑地           | 40.0      | 6.6      |
| 公共用地 | 水路等     | 水路等               | 9.3       | 1.5      |
| 公共用地 | 計         | 計                   | 194.3     | 32.0     |
| 宅地     | 宅地用地   | 計画宅地用地         | 88.9      | 14.7     |
| 宅地     | 宅地用地   | 一般計画宅地用地     | 238.3     | 39.4     |
| 宅地     | 宅地用地   | 小計                 | 327.2     | 54.1     |
| 宅地     | 施設用地   | 教育施設用地         | 30.9      | 5.1      |
| 宅地     | 施設用地   | 行政商業等施設用地   | 29.0      | 4.8      |
| 宅地     | 施設用地   | その他公益的施設用地 | 23.9      | 4.0      |
| 宅地     | 施設用地   | 小計                 | 83.8      | 13.9     |
| 宅地     | 計         | 計                   | 411.0     | 68.0     |
| 合計     | 合計       | 合計                 | 605.0     | 100.0    |

※変更（第5回）事業計画に基づく。人口増加が続いており、2016年9月30日時点で、緑区の人口密度は1,929.7人/km2だが、おゆみ野を見ると8,059.0人/km2と跳ね上がる。また大東建託が発表している、街の住み心地ランキングで千葉県内の自治体部門 、緑区（19年度3位、20年度4位）に、駅部門では、鎌取駅（19年度4位、20年度4位）、おゆみ野駅（20年度23位）となっている。

## 地名

### ニュータウン名の由来

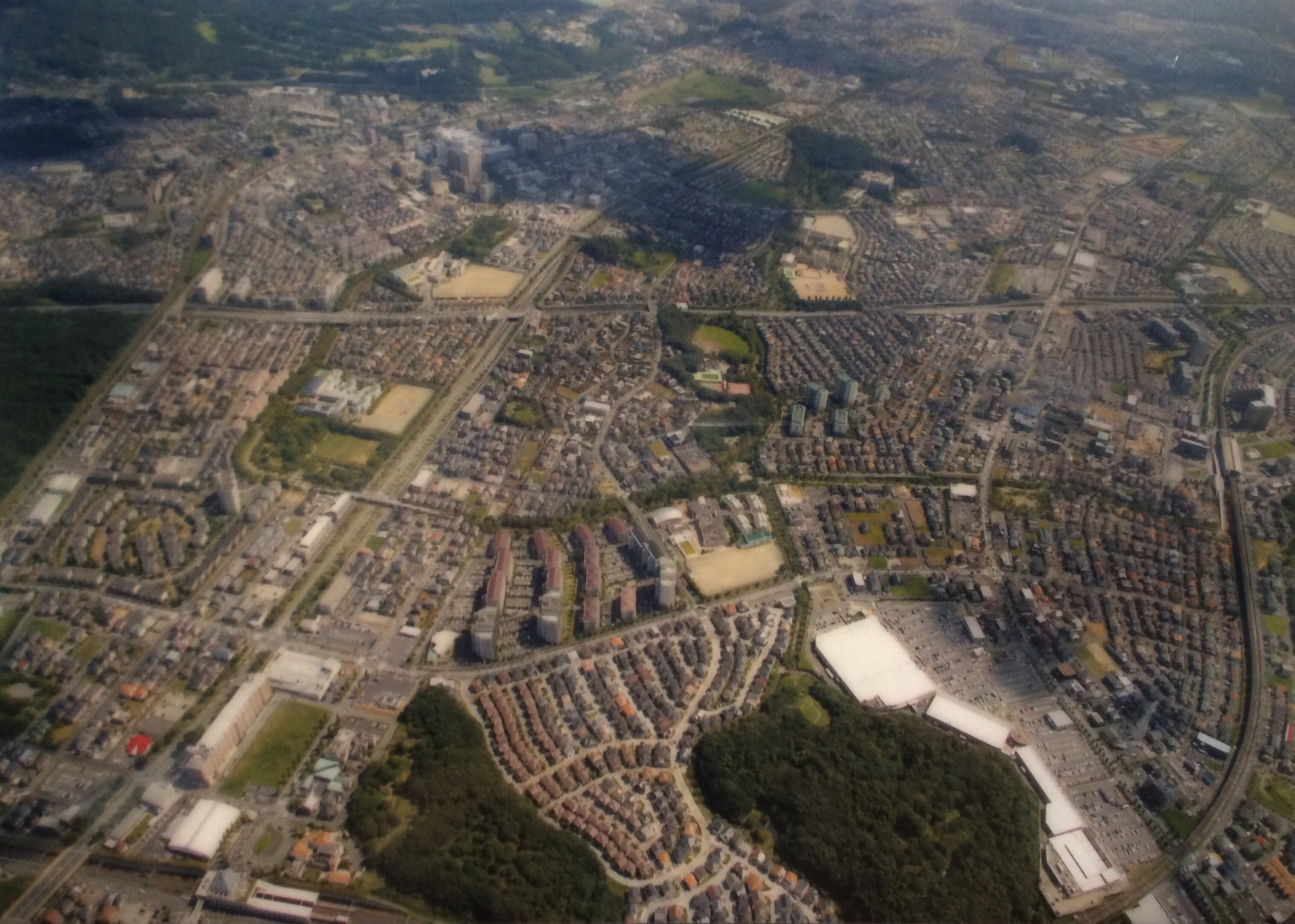
上空写真（2013年撮影）

戦国時代には足利氏の一族である小弓公方（おゆみくぼう）が本拠地としていたが、後に「小弓」から「生実」に字が改められた。江戸時代から明治維新まで生実藩（おゆみはん）の領地であったことから、ニュータウン内の中央区南生実町（現：おゆみ野一丁目、おゆみ野中央一、二丁目付近）としてその名をとどめており、この町名にちなんで名付けられた。現在では正式な地名としてはひらがなが使用されている。

### 現在の町名

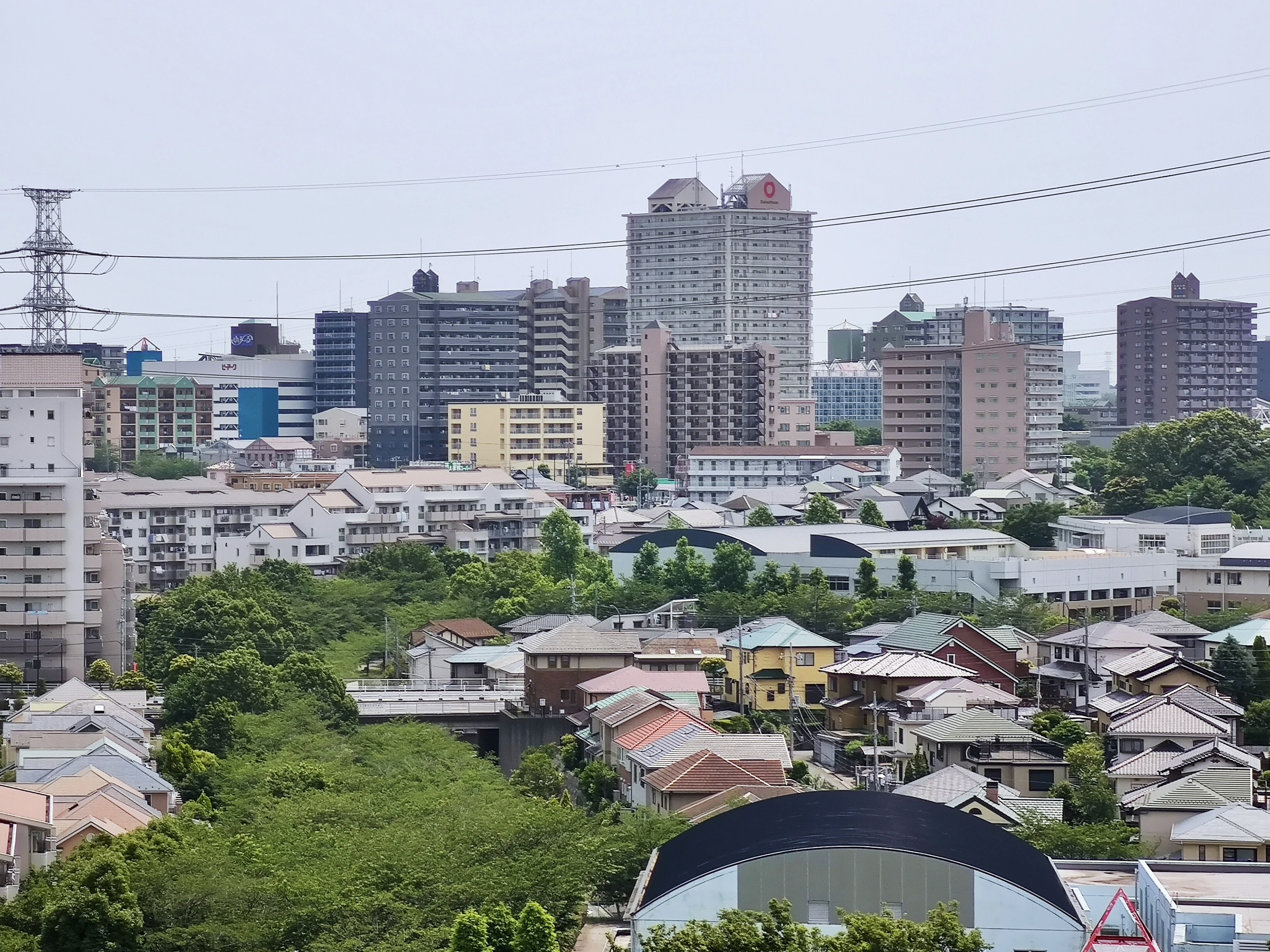
鎌取駅周辺の街並み（2020年6月撮影）

- おゆみ野（一丁目 - 六丁目）：ニュータウンの北部を西から東へ付番。
- おゆみ野有吉：ニュータウンの北西部の一部に位置する。ニュータウン内にあった町名の中で「有吉町」は唯一全町域がニュータウン内に入り、新町名地番施行により完全に消滅してしまうため、同地番によって「有吉」の名をニュータウン内の一部に残すこととなった（主に旧有吉集落の一帯）。
- おゆみ野中央（一丁目 - 九丁目）：ニュータウンの中央を北西から南東ジグザグに付番。
- おゆみ野南（一丁目 - 六丁目）：ニュータウンの南部を西から東へ付番。

### 以前の町名
- 有吉町（ありよしちょう）：ニュータウン中央の大部分
- 大金沢町（おおかねざわちょう）※：ニュータウン南部
- 生実町（おゆみちょう） ※：ニュータウン北西の端のごく一部
- 鎌取町（かまとりちょう） ※：ニュータウン北部（鎌取駅は鎌取町のまま）
- 刈田子町（かりたごちょう）※：ニュータウン南西の端のごく一部
- 小金沢町（こかねざわちょう）※：ニュータウン南部
- 椎名崎町（しいなざきちょう）※：ニュータウン西部
- 大膳野町（だいぜんのちょう）※：ニュータウン南東のごく一部
- 富岡町（とみおかちょう）※：ニュータウン南西の端のごく一部
- 誉田町一丁目（ほんだちょう-）※：ニュータウン東部「市営誉田一丁目団地」より西
- 南生実町（みなみおゆみちょう）※：ニュータウン北西の端

※は、おゆみ野に編入されなかった区域が町名を存続している。有吉町以外は従来の地名が残った地域が大小の差異はあれど、現存することになる。

## 施設

### 行政・公共施設
- 緑区役所（おゆみ野三丁目）
- 千葉南警察署（おゆみ野中央八丁目）
- 鎌取駅前交番（おゆみ野三丁目）
- 学園前駅前交番（おゆみ野中央一丁目）
- 緑消防署（おゆみ野三丁目）
- 千葉緑郵便局（おゆみ野三丁目）
- 千葉泉谷郵便局（おゆみ野中央四丁目）
- 千葉こやつ郵便局（おゆみ野五丁目）

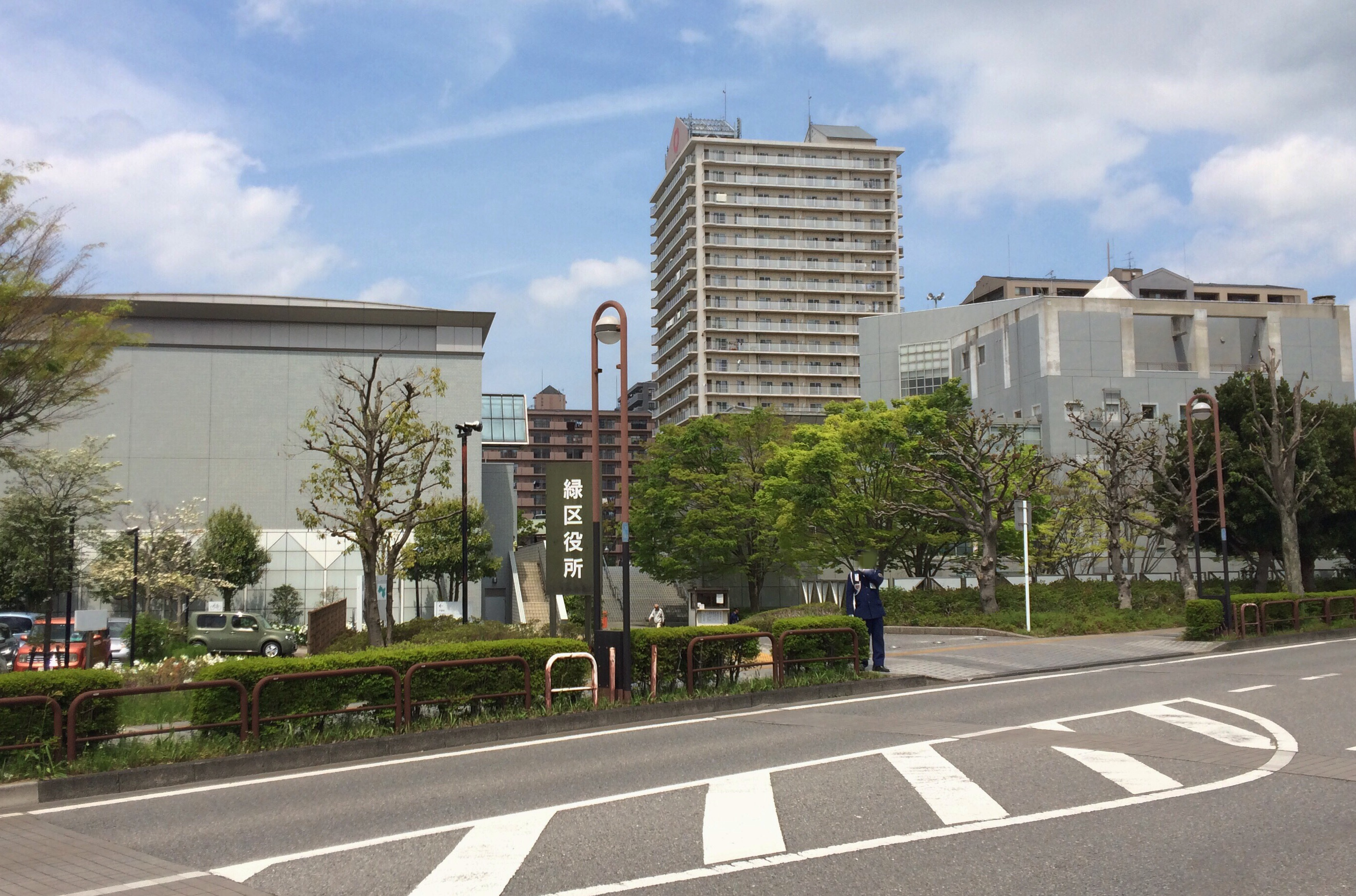
千葉市緑区役所

- 鎌取コミュニティーセンター・千葉市緑図書館（おゆみ野三丁目）

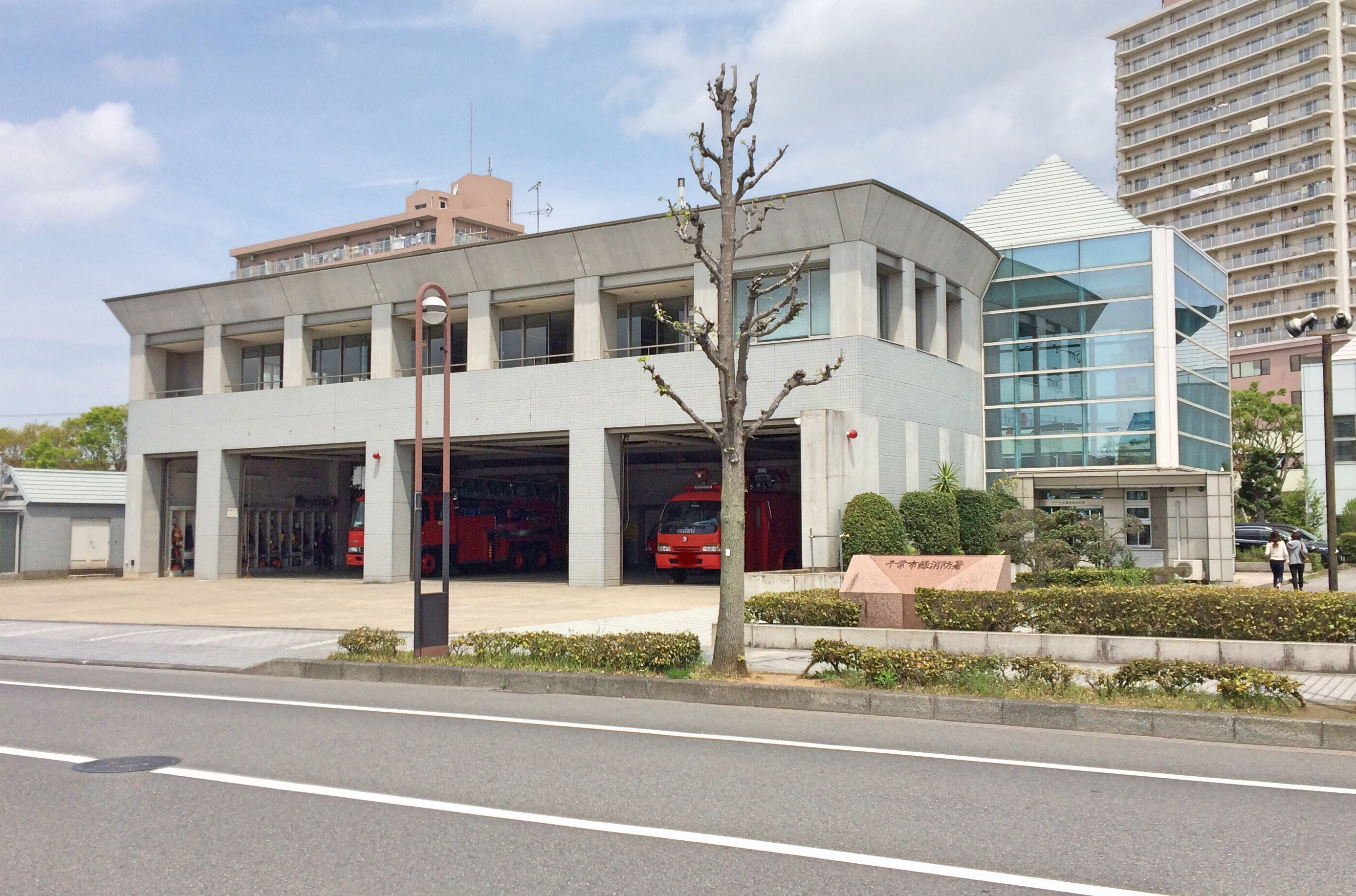
緑消防署
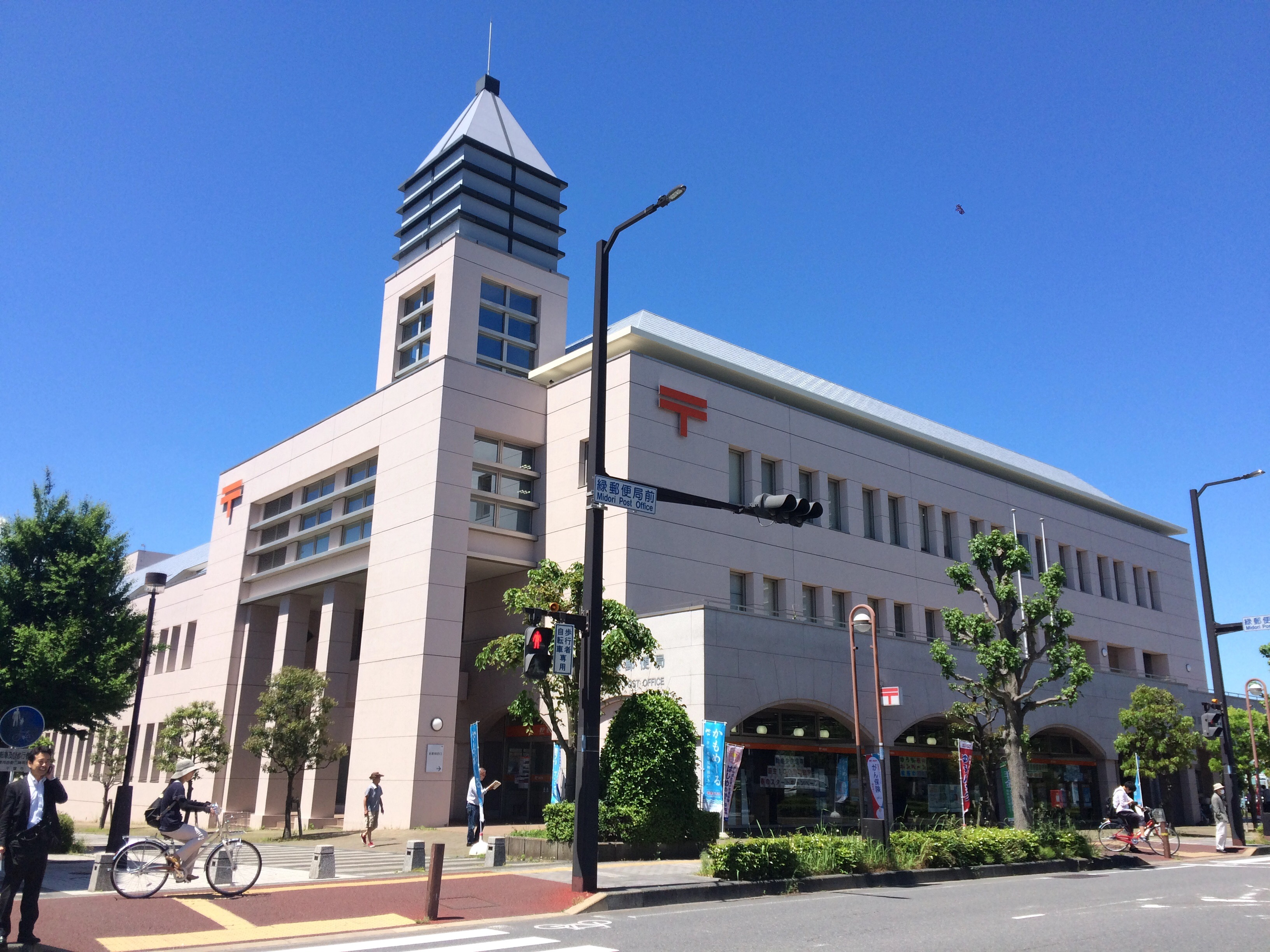
緑郵便局

### 商業施設

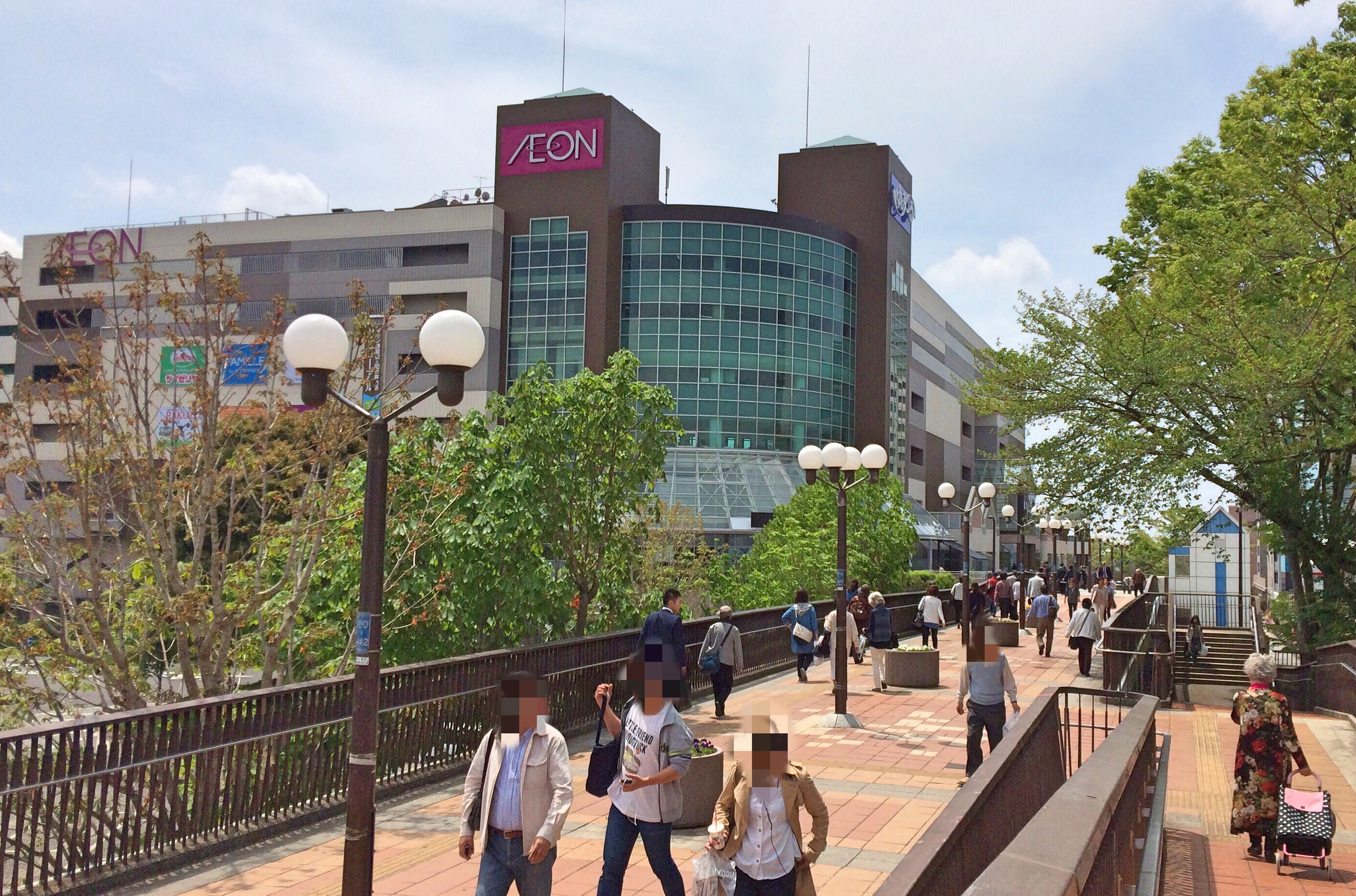
ゆみーる鎌取ショッピングセンターと鎌取駅はペデストリアンデッキで繋がっている

- ゆみーる鎌取ショッピングセンター（JR鎌取駅前[3]、 1994年（平成6年）3月18日開店[3]）
- イオンタウンおゆみ野（おゆみ野南五丁目37-1[4]、2008年（平成20年）5月30日開店[4]）
- MrMaxおゆみ野ショッピングセンター（おゆみ野中央二丁目、2003年（平成15年）4月開店[5]）
  - せんどう おゆみ野店

### 教育施設

#### 小学校
- 千葉市立泉谷小学校（いずみや）（おゆみ野中央四丁目） - 1984年4月開校
- 千葉市立小谷小学校（こやつ）（おゆみ野四丁目） - 1991年4月開校
- 千葉市立有吉小学校（ありよし）（おゆみ野一丁目） - 1993年4月開校
- 千葉市立扇田小学校（おうぎだ）（おゆみ野中央一丁目） - 1997年4月開校
- 千葉市立金沢小学校（かねざわ）（おゆみ野南五丁目） - 1997年4月開校
- 千葉市立おゆみ野南小学校 （おゆみ野南四丁目） - 2005年4月開校

#### 中学校
- 千葉市立泉谷中学校（おゆみ野中央四丁目） - 1984年4月開校
- 千葉市立有吉中学校（おゆみ野二丁目） - 1997年4月開校
- 千葉市立おゆみ野南中学校（おゆみ野南五丁目） - 2011年4月開校

#### 幼稚園・保育園
- おゆみ野幼稚園（おゆみ野四丁目）
- 花水木幼稚園（おゆみ野中央六丁目）
- おゆみ野保育園（おゆみ野二丁目）
- 明和輝保育園（おゆみ野中央七丁目）
- かまとり保育園(おゆみ野四丁目)
- げんき保育園(おゆみ野三丁目)

## 交通

### 鉄道
- 鎌取駅（JR外房線）
- 学園前駅（京成電鉄千原線）
- おゆみ野駅（京成電鉄千原線）

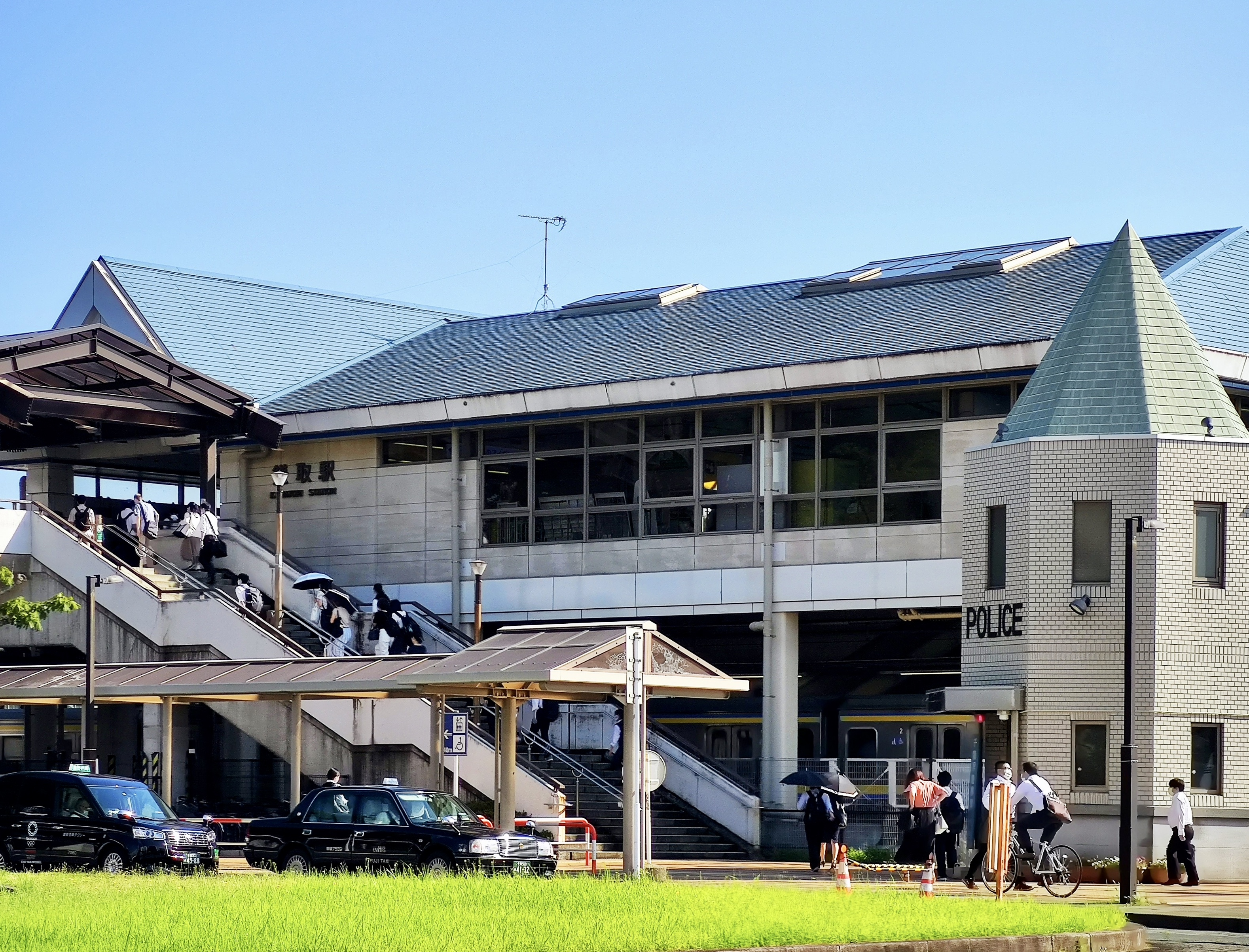
JR鎌取駅
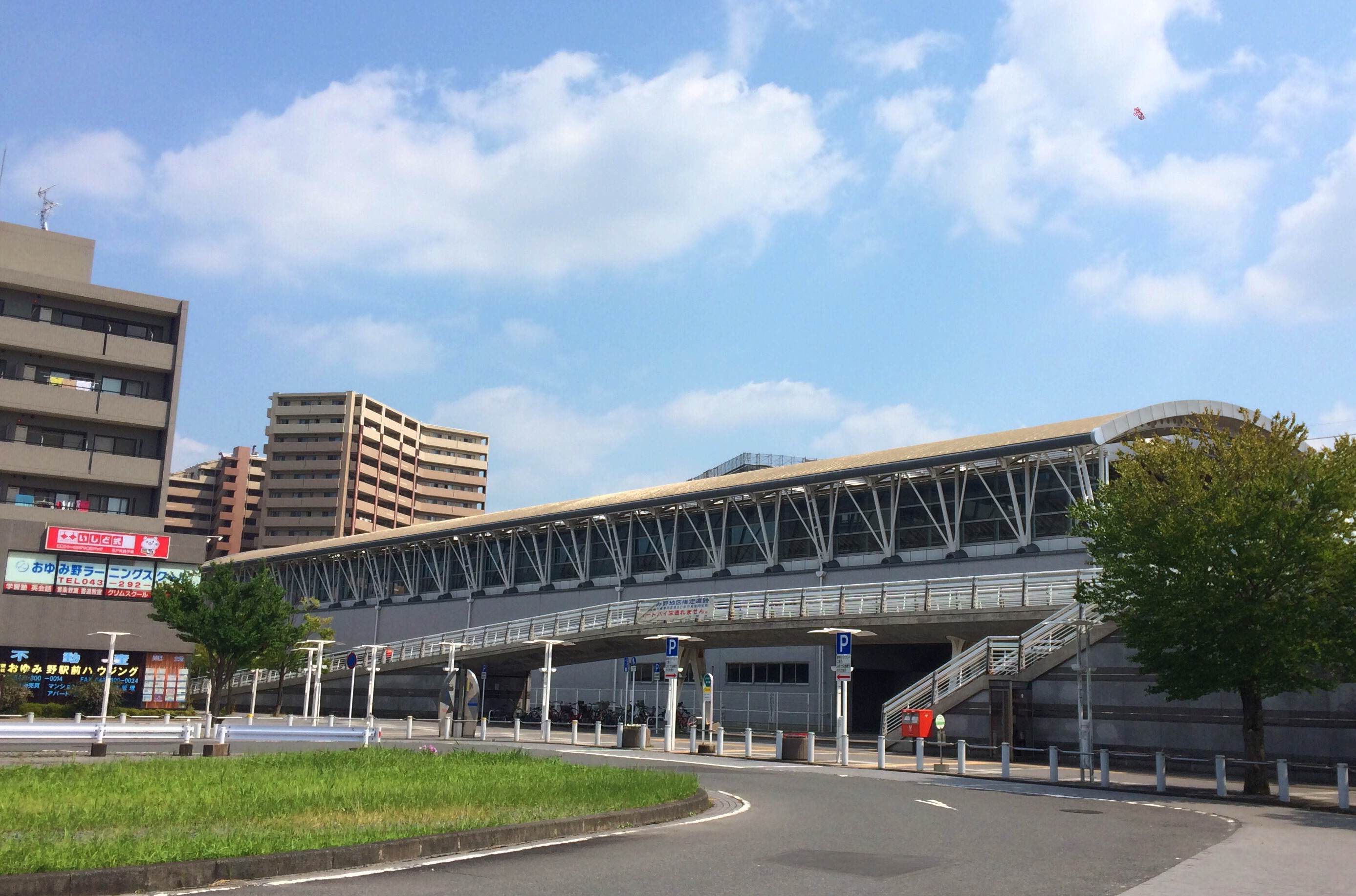
おゆみ野駅（京成電鉄）
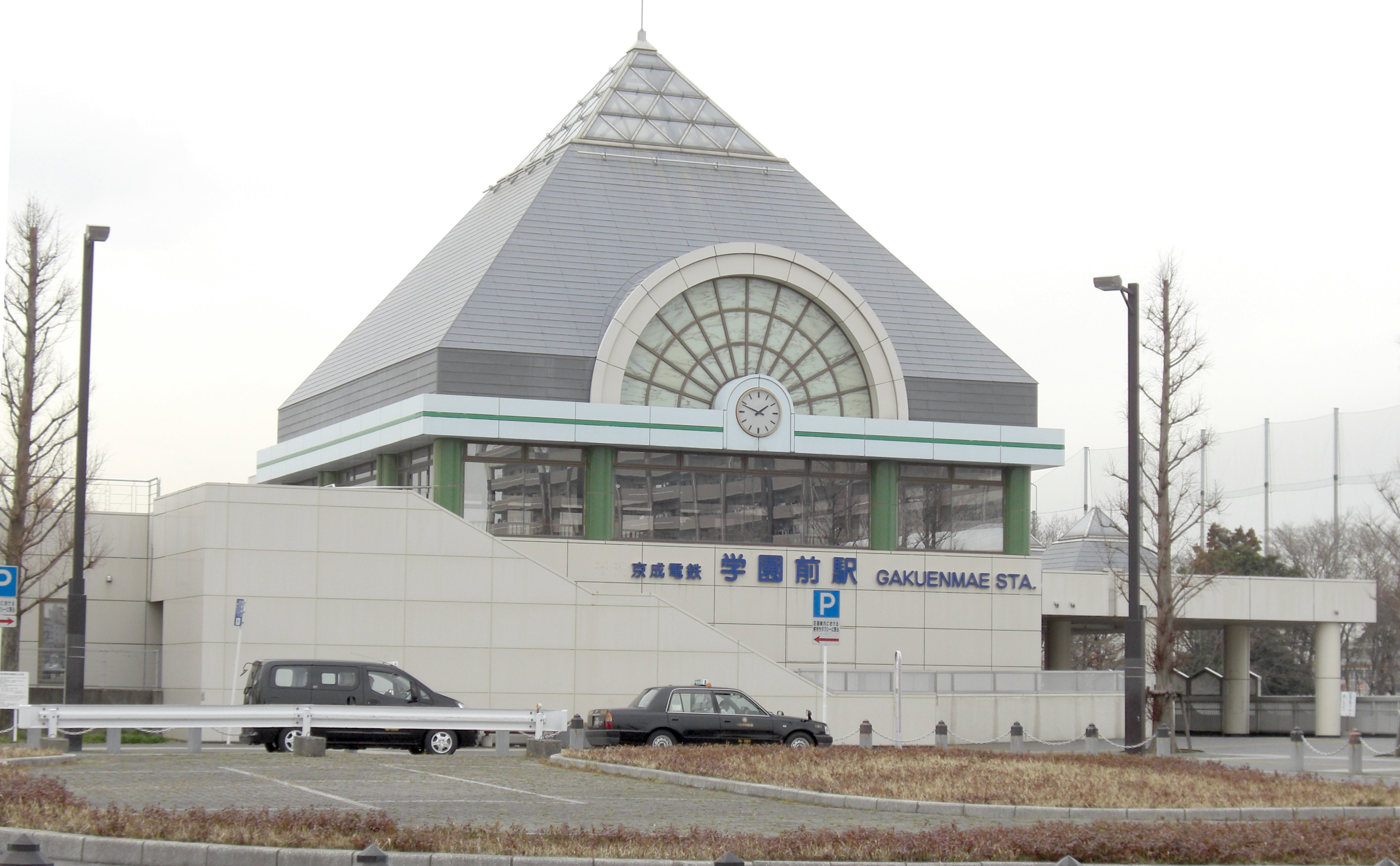
学園前駅（京成電鉄）
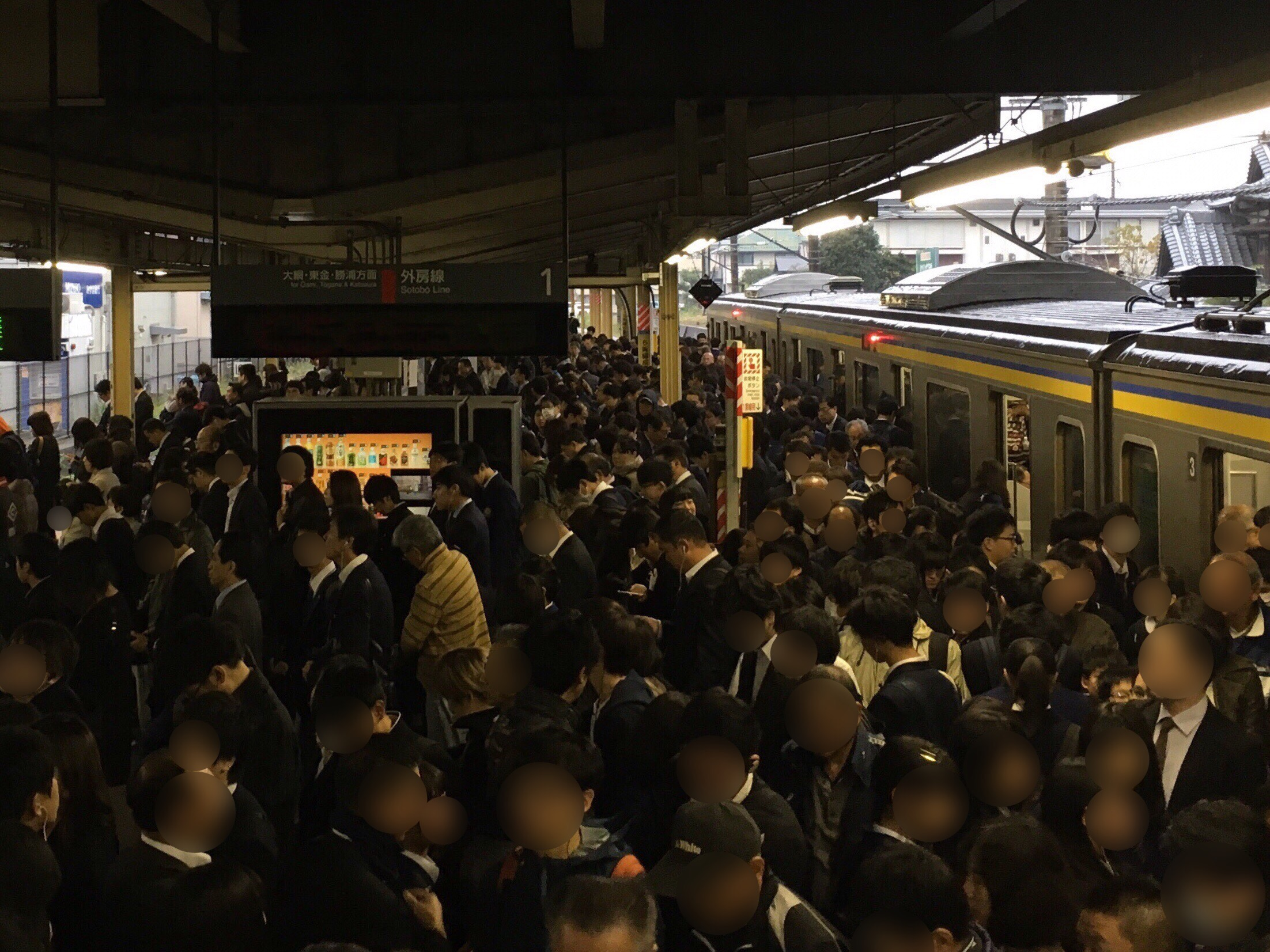
通勤時間帯のJR鎌取駅の様子（2017年10月）
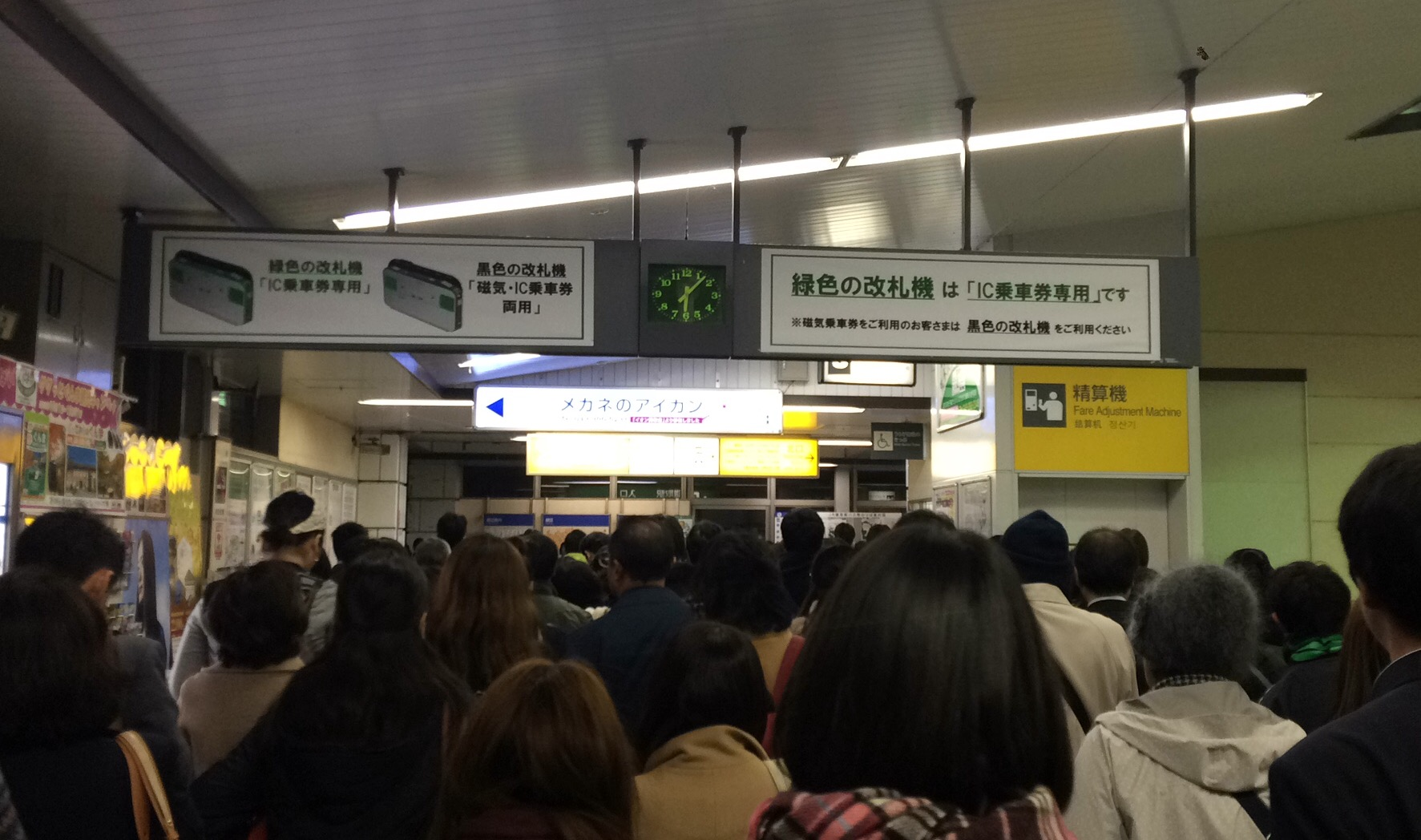
帰宅時間帯のJR鎌取駅の様子（2015年11月）

### 路線バス
- 京成バス千葉イースト千葉南営業所
- 小湊鉄道

### 道路
- 千葉県道20号千葉大網線（大網街道）
- 千葉県道66号浜野四街道長沼線

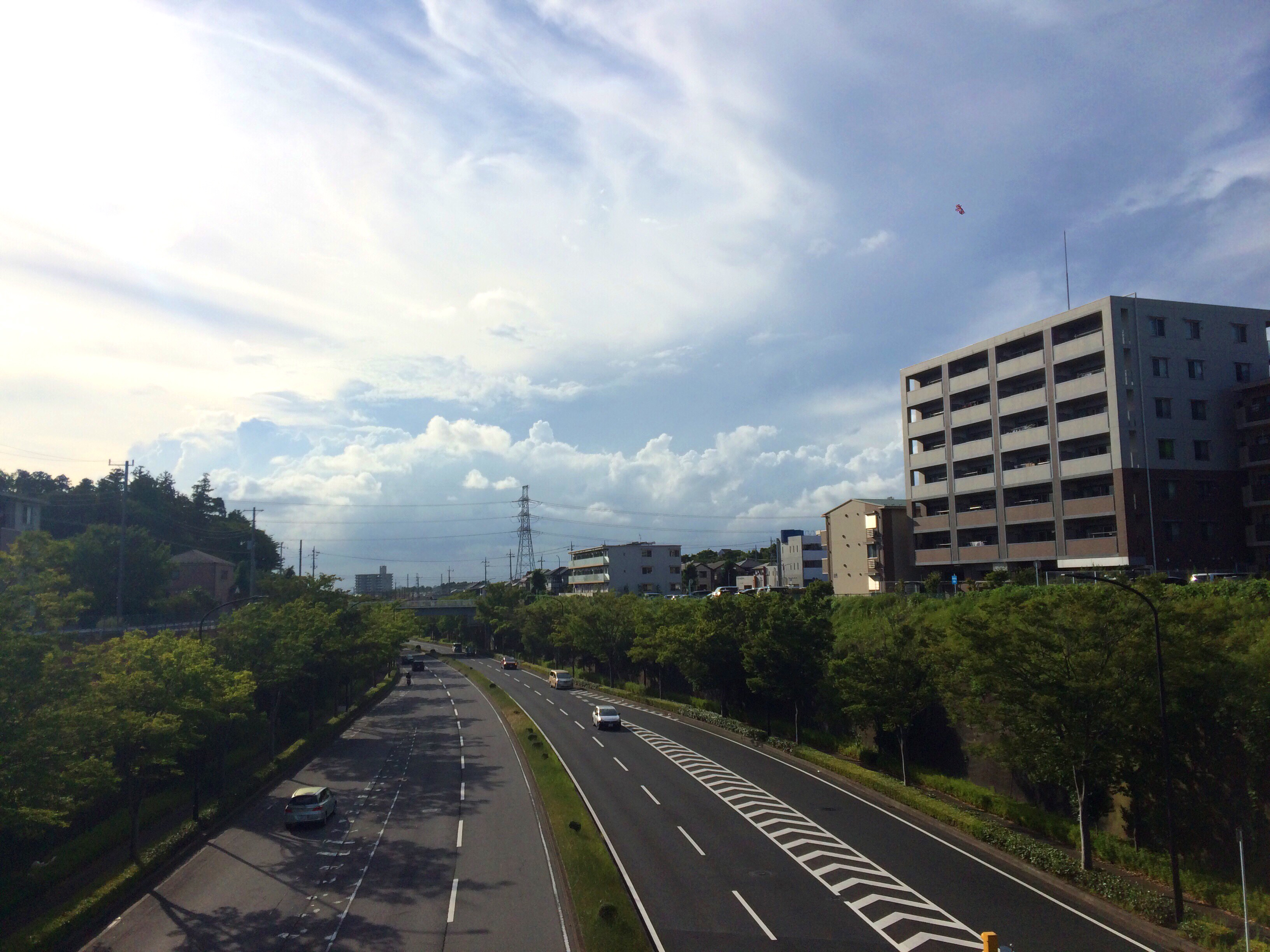
主要道路は歩行者道と分離している

- おゆみ野センター通：地区北端を東西に走る。
- 浜野町大金沢線（おゆみ野バザール）：街路樹はユリノキ
- 塩田町誉田町線：街路樹はケヤキ
- 磯辺茂呂町線：街路樹はマテバシイ
- 東南部2号線：街路樹はカツラ
- 東南部4号線：街路樹はモミジバフウ
- 東南部5号線：街路樹はプラタナス

#### 高速道路
最寄のインターチェンジ
- 館山自動車道
  - - 蘇我IC
- 千葉東金道路
  - - 大宮IC - 高田IC -

## 公園・緑地

### 大規模公園
- 泉谷公園（おゆみ野中央六丁目）：ホタルが生育している。
- 有吉公園（おゆみ野有吉）：プールの設備がある。
- 大百池公園（おゆみ野中央二丁目）：「大百池」（おおどいけ）という名の池が存在。

### 近隣公園
- なつのみち公園（千葉東南部第1公園）（おゆみ野五丁目）：公園のメインは、約100メートル四方の原っぱである。
- さくら公園（千葉東南部第2公園）（おゆみ野二丁目）：有吉中学校に隣接する。
- あきのみち公園（千葉東南部第3公園）（おゆみ野南六丁目）：芝生の広場がある。
- 南公園（千葉東南部第4公園）（おゆみ野南三丁目）：グラウンドの設備がある。
- はるのみち公園（千葉東南部第5公園）（おゆみ野一丁目）：春の道沿いに存在し、アスレチックなどの設備もある。

### 街区公園
- なかよし公園 （街区第1公園）
- こやつ公園（街区第2公園）
- のりくら公園（街区第3公園）
- かまとり公園（街区第4公園）
- 有吉貝塚公園（街区第5公園）
- しのぼり公園（街区第6公園）
- 六通公園（街区第7公園）

- 六通むかい公園（街区第8公園）
- しんせきべ公園（街区第9公園）
- だいだいぶし公園（街区第10公園）
- こじろうさく公園（街区第11公園）
- どうのうしろ公園（街区第12公園）
- はちまんがた公園（街区第13公園）
- いけのいり公園 街区第14公園）

- かすがさく公園（街区第15公園）
- そばら公園（街区第16公園）
- おちな台公園（街区第17公園）
- ふれあい公園（街区第18公園）
- やまぼうし公園（街区19第公園）
- きなだ公園（街区第20公園）
- かみにいや公園（街区第21公園）

### 調整池
- 都川調整池：以前から運動場整備の計画がある。

## 歩行者専用道路

### 遊歩道・緑道

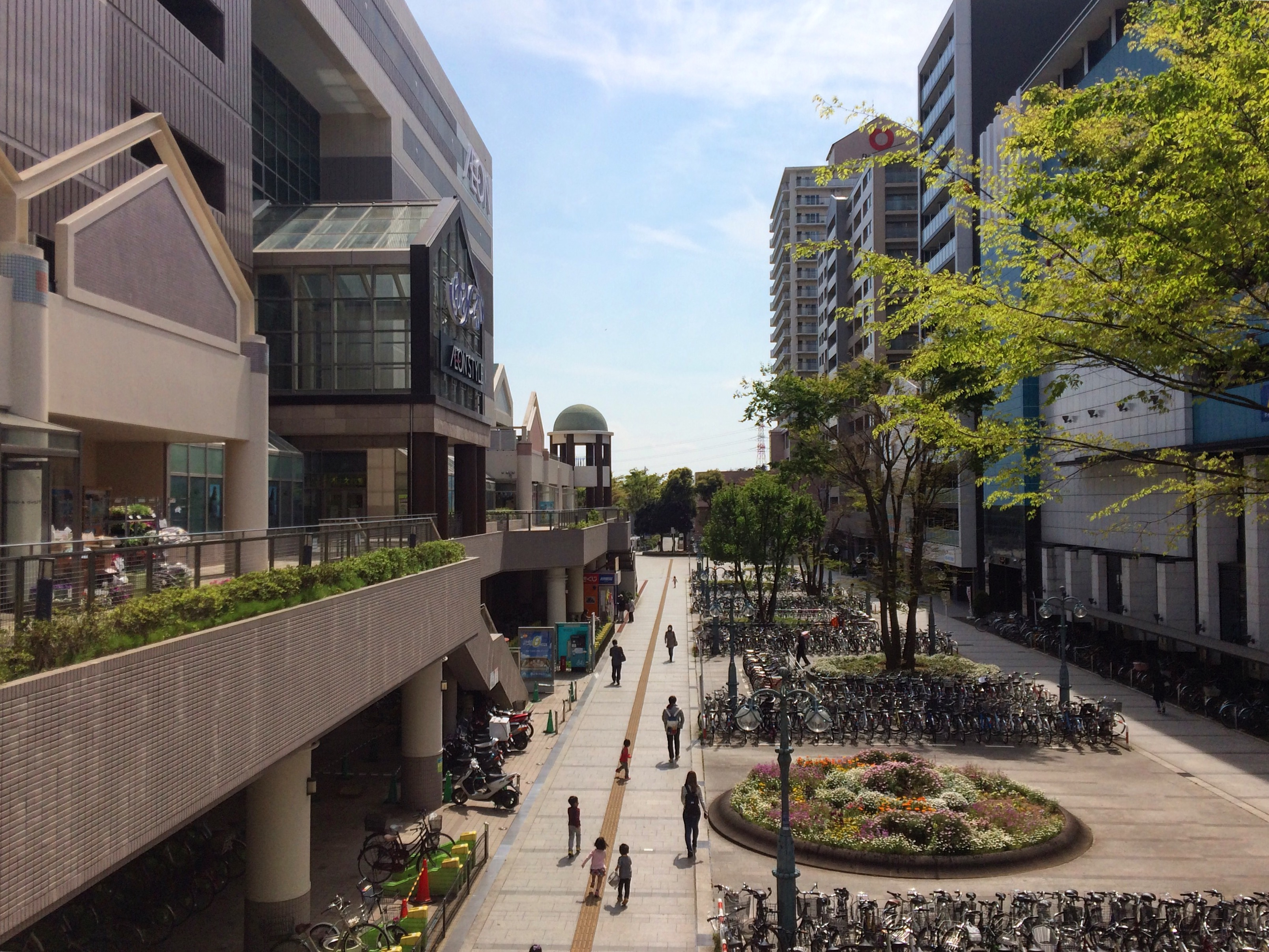
おゆみ野センターモール

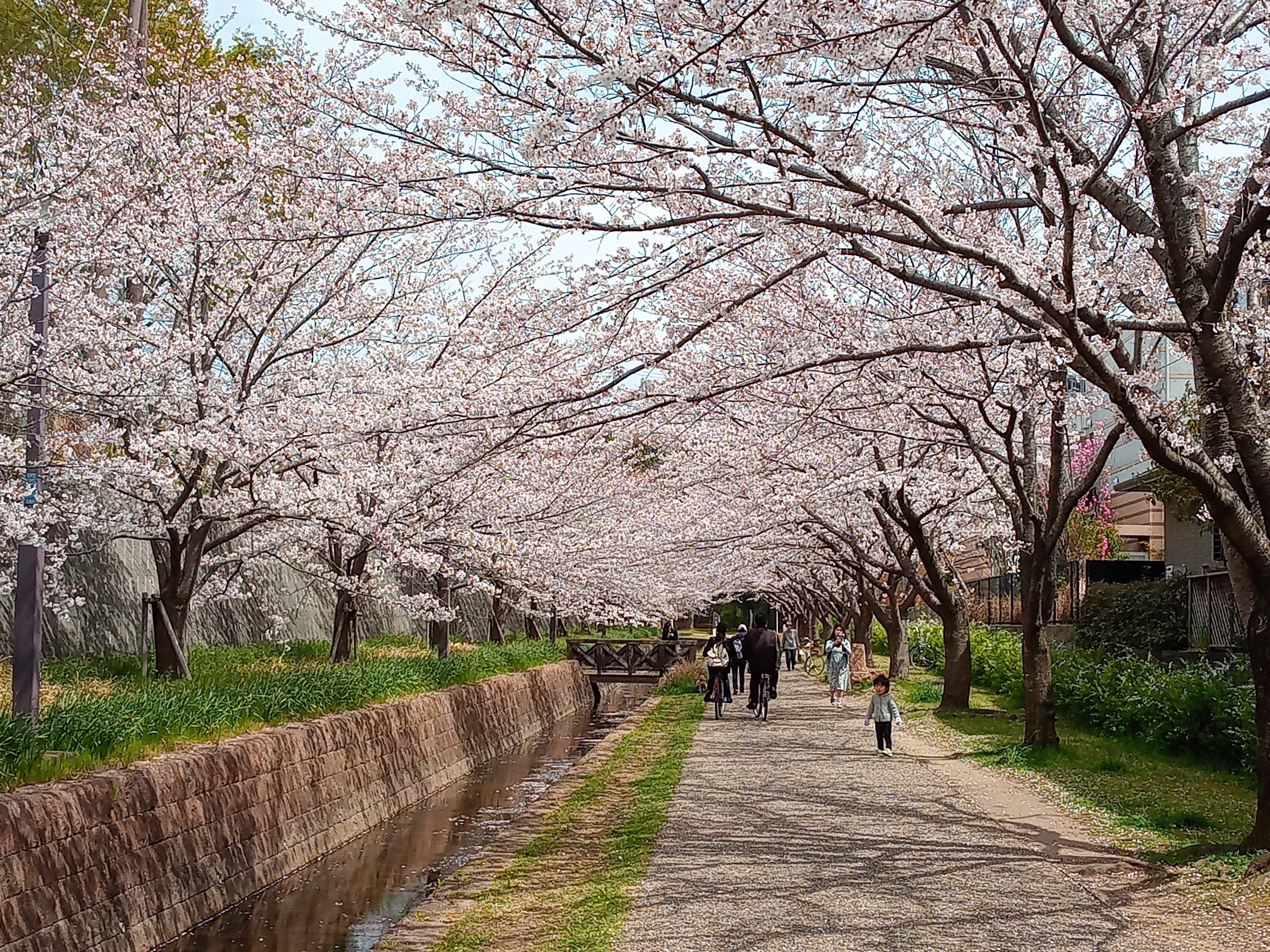
おゆみの道

遊歩道は、JR鎌取駅から京成千原線おゆみ野駅に伸びており、区域内の移動だけでなく、駅前へも歩行者専用道路だけでの移動が可能である。
- センターモール：JR鎌取駅から緑区役所前に至る約400メートルの区間。
- 中の道：緑区役所前を起点に、冬の道に至る地区を南北に縦断する約1.4キロメートルの区間。
主な街路樹・植込み：ツツジ、トチノキ、しだれ桜、ユリノキ、ハナミズキ、ツバキ
- おゆみの道：泉谷公園の湧水から小川に沿って、大百池に至る地区を東西に横断する約1.4キロメートルの区間。
主な街路樹・植込み：アジサイ、しだれ桜、ツバキ、サクラ

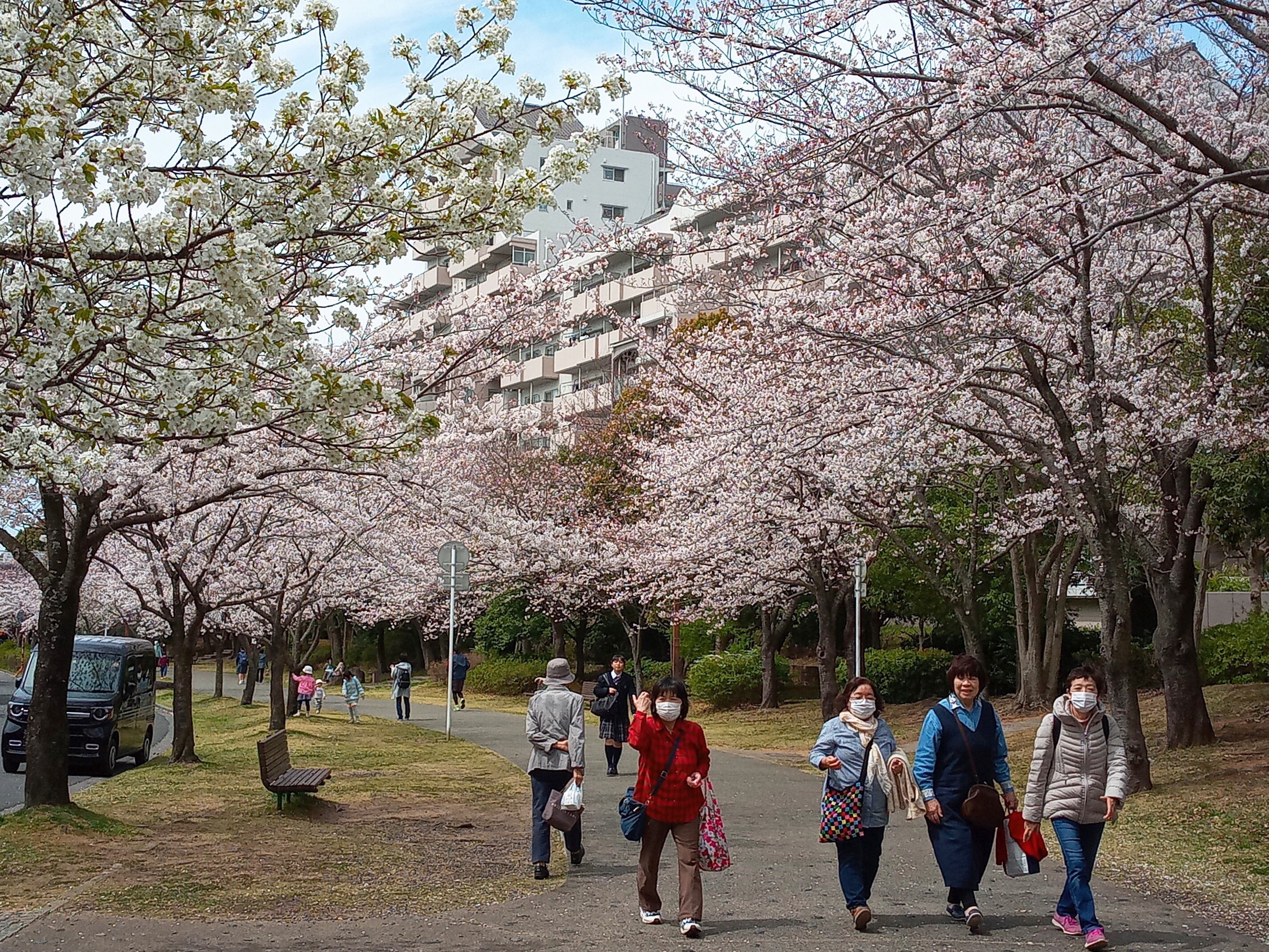
四季の道：春・夏・秋・冬をテーマにした、地区内を一周する遊歩道。
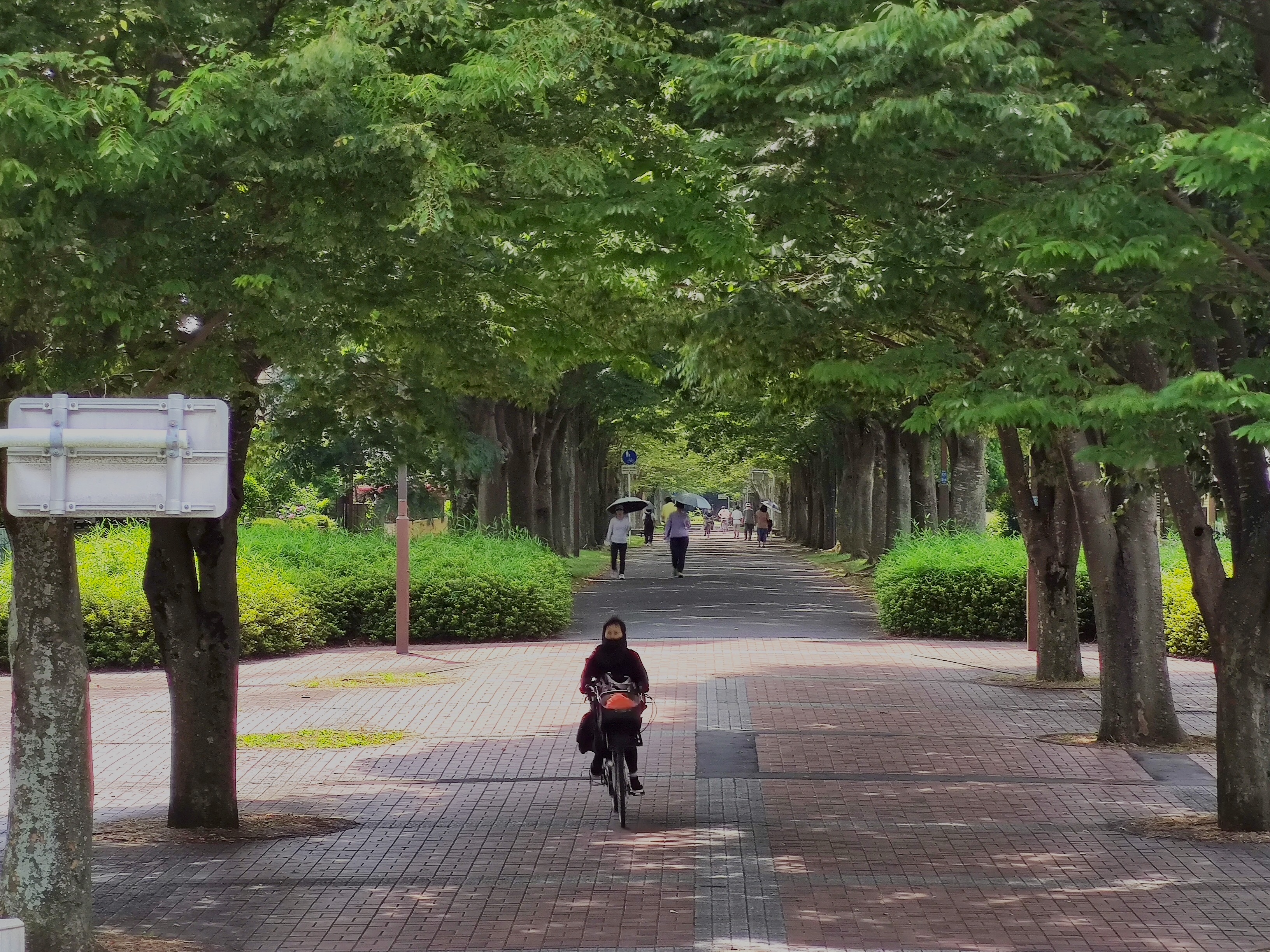
夏の道（四季の道）
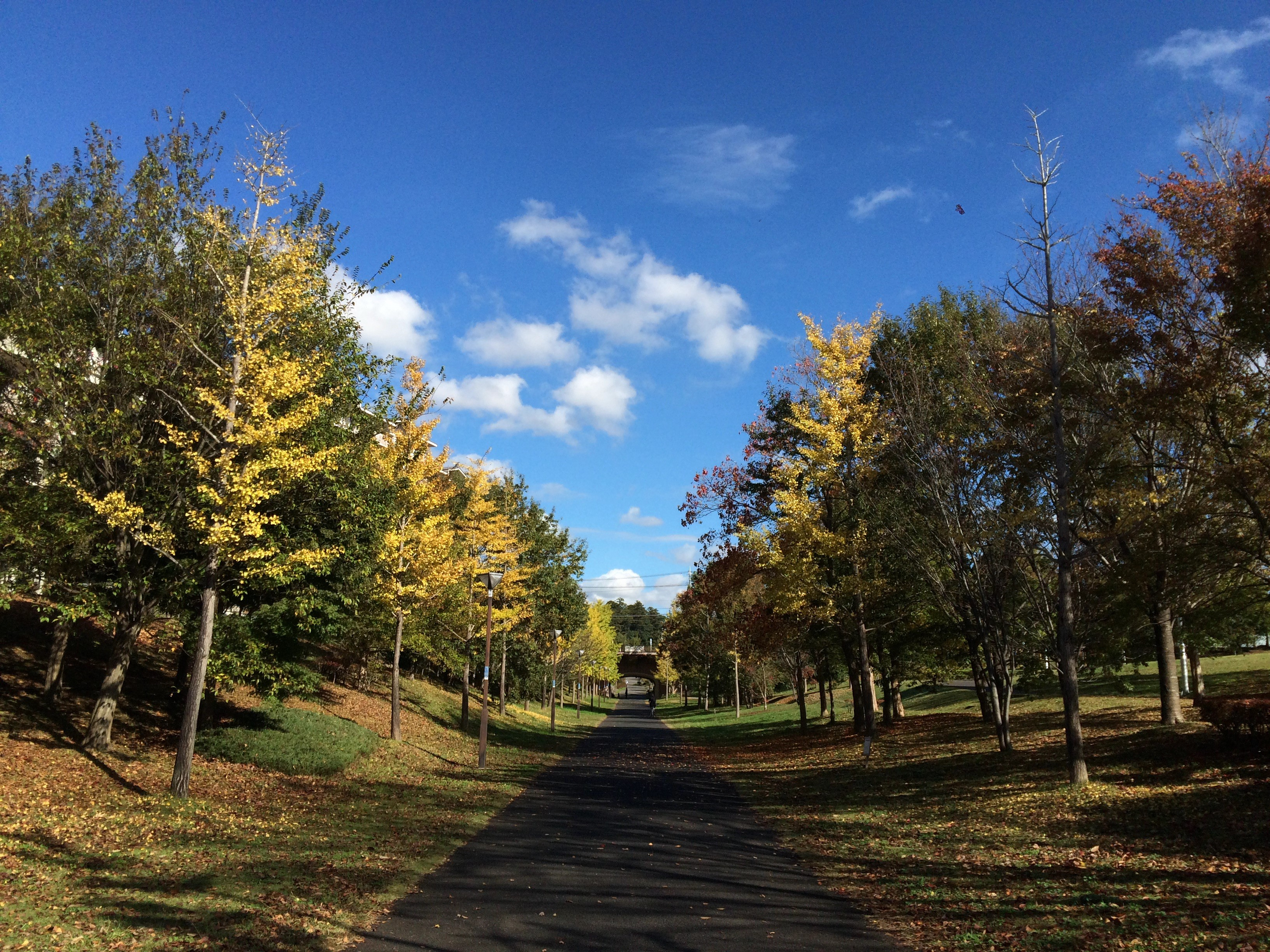
秋の道（四季の道）
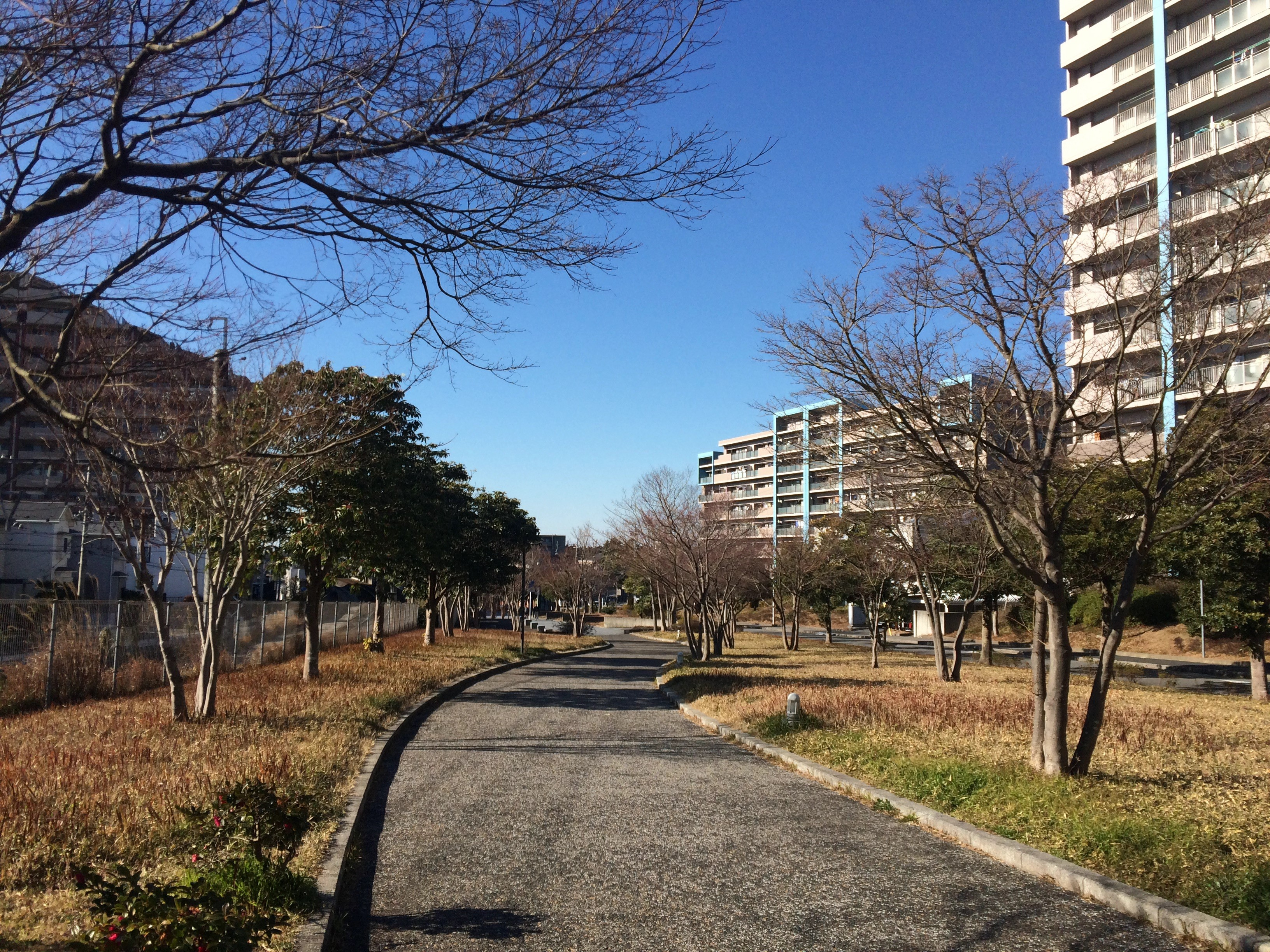
冬の道（四季の道）
  - 春の道：京成千原線おゆみ野駅前から、JR鎌取駅前の広場までの約2.6キロメートルの区間。
主な街路樹・植込み：ツツジ、サクラ、ケヤキ、クスノキ、ハナモクレン、トキワサンザシ、コブシ
  - 夏の道：JR鎌取駅前から、おゆみ野の東にある「なつのみち公園」に至る約1.4キロメートルの区間。
主な街路樹・植込み：ケヤキ、アジサイ、サルスベリ、フヨウ
  - 秋の道 ： 陸橋を渡って南に向かい、橋のトンネルを超えた先の丁字路までの約1.0キロメートルの区間。
主な街路樹・植込み：モミジ、イチョウ、ナナカマド、ヤマザクラ
  - 冬の道：丁字路から、ほぼ真っすぐに京成千原線おゆみ野駅前へと戻る約1.4キロメートルの区間。
主な街路樹・植込み：ユリノキ、シラカシ、マキノキ、コナラ、クロマツ、ウメ、ハナノキ、サルスベリ、ユズリハ、笹、カツラ

- 春の道（四季の道）
- 夏の道（四季の道）
- 秋の道（四季の道）
- 冬の道（四季の道）

## 受賞
- 第12回 千葉市優秀建築賞（千葉市、1999年）
対象：千葉市立扇田小学校
- 対話型行政推進大賞（建設省、2000年）
対象：小学生のアイデアを取り入れた公園づくり（おゆみ野地区）
- 平成15年度 都市景観大賞（「都市景観の日」実行委員会、2003年） - 美しいまちなみ優秀賞
対象：おゆみ野モデル街区、「おゆみ野駅南」地区
- 第30回 緑の都市賞（都市緑化機構、2010年） - 緑の地域づくり部門 都市緑化基金会長賞
対象：千葉県千葉市緑区おゆみ野地区「おゆみ野の森」

### 近隣のニュータウン
- ちはら台
- あすみが丘
- 千葉県のニュータウン一覧